# 赵凯 (1916年10月)
赵凯（1916年10月—1997年2月），男，安徽六安人，中华人民共和国政治人物，曾任合肥市人民委员会市长，安徽省人大常委会副主任。